# Margine continentale

Profilo che illustra la piattaforma, il pendio e la scarpata (o salita) continentali

Il margine continentale è la zona del fondale oceanico che separa la sottile crosta oceanica dalla spessa crosta continentale. Insieme, la piattaforma continentale, il pendio continentale e la scarpata continentale (detta anche salita continentale) sono chiamati margine continentale. I margini continentali costituiscono circa il 28% dell'area oceanica.

## Descrizione
La transizione dalla crosta continentale a quella oceanica avviene comunemente entro la parte esterna del margine, chiamata scarpata continentale. Verso l'oceano, oltre il bordo della scarpata, giace la piana abissale. La parte sottomarina della crosta continentale è la piattaforma continentale, che di solito termina bruscamente presso il pendio continentale, che a sua volta termina ai piedi del pendio. La parte sottomarina costituisce circa il 20% della crosta continentale.
Il bordo del margine continentale è un criterio per stabilire il confine delle rivendicazioni sulle risorse sottomarine da parte dei paesi, riconosciute a livello internazionale in base alla definizione della "piattaforma continentale" della Convenzione delle Nazioni Unite sul diritto del mare (sebbene nella definizione ONU la "piattaforma continentale legale" possa estendersi oltre la piattaforma continentale geomorfologica e viceversa).
La piattaforma continentale è un'area di terra espansiva e poco profonda, che si estende verso l'esterno di un continente. Al bordo di essa vi è il pendio continentale, una ripida pendenza dove esistono vari habitat.
Terremoti ed eruzioni vulcaniche sono comuni sulla costa occidentale del Nord America, mentre non ci sono vulcani attivi sulla costa orientale e i terremoti di grande magnitudine sono rari. I geologi designano la costa occidentale come un margine continentale (tettonicamente) attivo, e la costa orientale come un margine continentale passivo. Queste differenze si possono trovare in parecchi continenti. La maggior parte dei margini continentali passivi hanno piattaforme continentali ampie, mentre i margini continentali attivi tipicamente hanno piattaforme continentali ristrette. In aggiunta, i margini continentali attivi sono vicini ai confini delle placche, mentre i margini continentali passivi tendono ad essere più lontani dal confine di una placca attiva.